# Kanton Donzy
Der Kanton Donzy war bis 2015 ein französischer Kanton im Arrondissement Cosne-Cours-sur-Loire im Département Nièvre und in der Region Burgund; sein Hauptort war Donzy, Vertreter im Generalrat des Départements war zuletzt von 1994 bis 2015 Thierry Flandin. 

## Geografie
Der Kanton war 287,34 km² groß und hatte 3.703 Einwohner (Stand 1999), was einer Bevölkerungsdichte von 13 Einwohnern pro km² entsprach. Er lag im Mittel auf 221 Meter über dem Meeresspiegel, zwischen 160 m in Donzy und 373 m in Châteauneuf-Val-de-Bargis. 

## Gemeinden
Der Kanton bestand aus zehn Gemeinden:
| Gemeinde                  | Einwohner Jahr | Fläche km² | Bevölkerungsdichte | Code INSEE | Postleitzahl |
| ------------------------- | -------------- | ---------- | ------------------ | ---------- | ------------ |
| Cessy-les-Bois            | 110 (2013)     | –          | – Einw./km²        | 58048      | 58220        |
| Châteauneuf-Val-de-Bargis | 560 (2013)     | –          | – Einw./km²        | 58064      | 58350        |
| Ciez                      | 379 (2013)     | –          | – Einw./km²        | 58077      | 58220        |
| Colméry                   | 340 (2013)     | –          | – Einw./km²        | 58081      | 58350        |
| Couloutre                 | 215 (2013)     | –          | – Einw./km²        | 58089      | 58220        |
| Donzy                     | 1.602 (2013)   | –          | – Einw./km²        | 58102      | 58220        |
| Menestreau                | 122 (2013)     | –          | – Einw./km²        | 58162      | 58410        |
| Perroy                    | 175 (2013)     | –          | – Einw./km²        | 58209      | 58220        |
| Sainte-Colombe-des-Bois   | 115 (2013)     | –          | – Einw./km²        | 58236      | 58220        |
| Saint-Malo-en-Donziois    | 131 (2013)     | –          | – Einw./km²        | 58252      | 58350        |

## Bevölkerungsentwicklung
| 1962  | 1968  | 1975  | 1982  | 1990  | 1999  | 2006  |
| ----- | ----- | ----- | ----- | ----- | ----- | ----- |
| 4.551 | 4.973 | 4.530 | 4.196 | 3.781 | 3.703 | 3.823 |